# Rod Sellers
Walter Roderick Sellers, detto Rod (Florence, 7 agosto 1970), è un ex cestista statunitense, professionista in Grecia, Spagna, Turchia, Italia e Francia.

## Palmarès
- Campionato francese: 1

Pau-Orthez: 2002-03
- Supercoppa italiana: 1

Virtus Roma: 2000
- Coppa di Francia: 2

Pau-Orthez: 2002, 2003
- Semaine des As: 1

Pau-Orthez: 2003